# 灰腹地莺
灰腹地莺（学名：Tesia cyaniventer）为鶲科地莺属的鸟类。在中国大陆，分布于西藏、云南、广西等地。该物种的模式产地在尼泊尔。